# Ludwigshafen-Pfingstweide

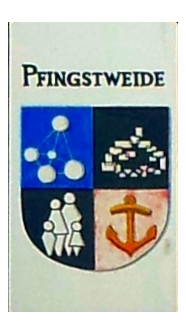
Wappen der Pfingstweide

Die Pfingstweide ist ein Stadtteil des Ortsbezirks Oppau der kreisfreien Stadt Ludwigshafen am Rhein in Rheinland-Pfalz. Sie wurde Ende der 1960er Jahre auf freiem Gelände nördlich des Stadtteils Edigheim als Trabantenstadt errichtet.

## Geschichte
Die Ursprünge der Pfingstweide gehen auf eine Viehweide zurück, die durch den nahe liegenden Rhein immer wieder überschwemmt wurde und daher außer als Viehweide landwirtschaftlich nicht nutzbar war. Diese Weide, die zur Edigheimer Gemarkung gehörte, nutzten die Edigheimer Bauern nach Pfingsten für ihr Vieh, daher der Name Pfingstweide. Erst nachdem der Frankenthaler Kanal und die Rheinregulierung von Johann Gottfried Tulla im Jahre 1826 abgeschlossen waren, verbesserte sich die Situation der Pfingstweide.
Nach dem Zweiten Weltkrieg herrschte wegen des ständigen Zuzuges von Menschen nach Ludwigshafen eine Wohnungsnot. Der Stadtrat beschloss daher, in der Pfingstweide eine große Wohnsiedlung zu bauen. Der erste Bebauungsplan wurde 1965 aufgestellt, der Beschluss zur Bebauung erging im März 1966 mit Hinweis auf die umfangreiche Expansion der BASF. Als Gemeinschaftsprojekt von GAG Ludwigshafen und LUWOGE, den beiden Wohnungsbaugesellschaften der Stadt Ludwigshafen und der BASF AG, die die Planführung und den Schwerpunkt der Bebauung übernahm, begann der Wohnungsbau im Jahr 1967.
Der Frankfurter Architekt Albert Speer junior erhielt den Auftrag zur Planung des Bauvorhabens. Er plante viergeschossige Wohngebäude, neungeschossige Punkthäuser und gestaffelte Kettenhäuser von sieben Geschossen in den Randgebieten sowie bis zu siebzehn Geschosse im Zentrum der Pfingstweide. Am Rande der Pfingstweide entstanden Einfamilienhäuser. Insgesamt erweckt die Pfingstweide damit den Eindruck einer Pyramidenform.
Nach der Zustimmung des Stadtrats zu Speers Planung wurde am 1. September 1967 mit dem Bau begonnen, der damalige Oberbürgermeister Werner Ludwig führte den ersten Spatenstich. Schnell waren die ersten Wohnungen gebaut, eine Grundschule, zwei Kirchen mit Kindergärten und Kindertagesstätten fertiggestellt, ebenso ein Einkaufszentrum. Bis 1970 entstanden in der Pfingstweide etwa 1200 Wohnungen, bis 1980 etwa 2800 Wohnungen. Wenige Jahre nach der Besiedlung hatten sich ein reges Vereinsleben und eine gute soziale Struktur gebildet.
In den 80er Jahren verschlechterte sich die Sozialstruktur des Stadtteils, der Planer der Pfingstweide Albert Speer bezeichnete das Projekt auf der grünen Wiese später als Fehler. Daher entwickelte die Stadt in den 1990er Jahren gemeinsam mit den Bürgern und den Wohnungsbauunternehmen eine Strategie, um die Attraktivität der Pfingstweide zu steigern. Unter dem Motto „Unsere Pfingstweide soll attraktiver werden“ wurden in den Jahren 1996–2002 bauliche Maßnahmen erarbeitet und umgesetzt. GAG und LUWOGE investierten 25 Mio. EUR. Das Motto „Zukunft Leben – Pfingstweide“ führte dann 2003 zu weiteren Maßnahmen, deren verschiedene Projekte durch Arbeitskreise umgesetzt wurden. Im Jahr 2005 lebten in der Pfingstweide 6.548 Einwohner, 2010 waren es 6.185 Einwohner und im Oktober 2024 6.044 Einwohner.
Im Jahre 2006 begann die LUWOGE damit, ihren Gebäudebestand zu bewerten. Das Ergebnis der Neubewertung ergab den Beschluss, einen Teil der Gebäude abzureißen. Außerdem wurde eine Modernisierung einzelner Gebäude beschlossen, die mit modernster Technik zum so genannten „Null-Heizkostenhaus“ umgebaut wurden. Geplant ist ferner das „Haus Noah“, das ein Konzept für altersgerechtes Wohnen darstellt.
Die durch den Abriss freiwerdenden Flächen sollen durch einen privaten Investor neu bebaut werden, die Anwohner der Pfingstweide konnten bei einer Bürgerversammlung ihre Wünsche bezüglich der Bebauung äußern. Auf der Wunschliste stand z. B. ein Ärztehaus und die Erweiterung des vorhandenen Einkaufszentrums. Einige dieser Vorschläge wurden auch in die Tat umgesetzt, so wurde seit 2010 ein Ärztehaus sowie ein Supermarkt direkt neben dem Einkaufszentrum errichtet. Ein Teil der Fläche, die durch den Abriss freigeworden ist, steht noch heute frei.

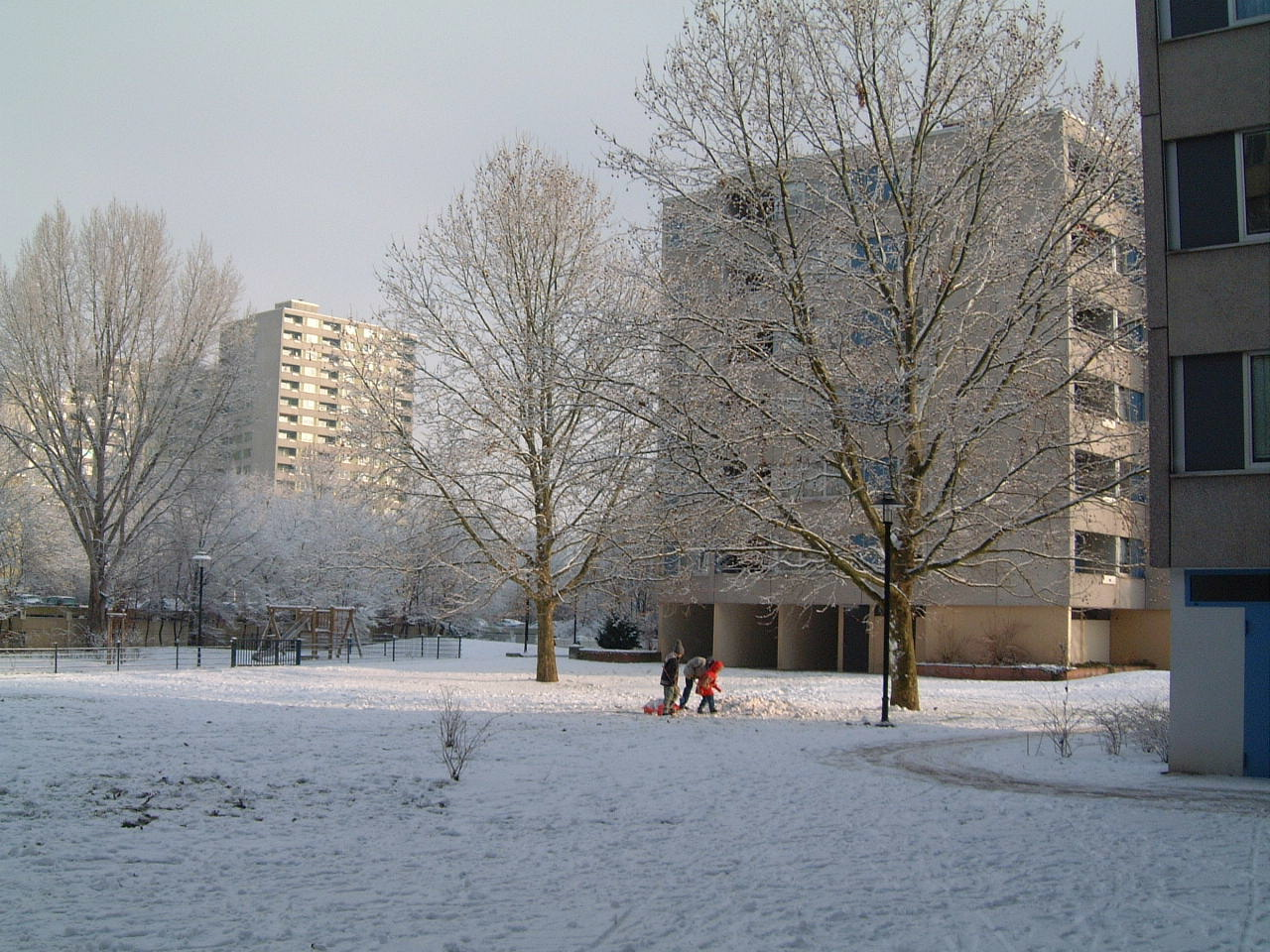
Die Pfingstweide im Winter 2001
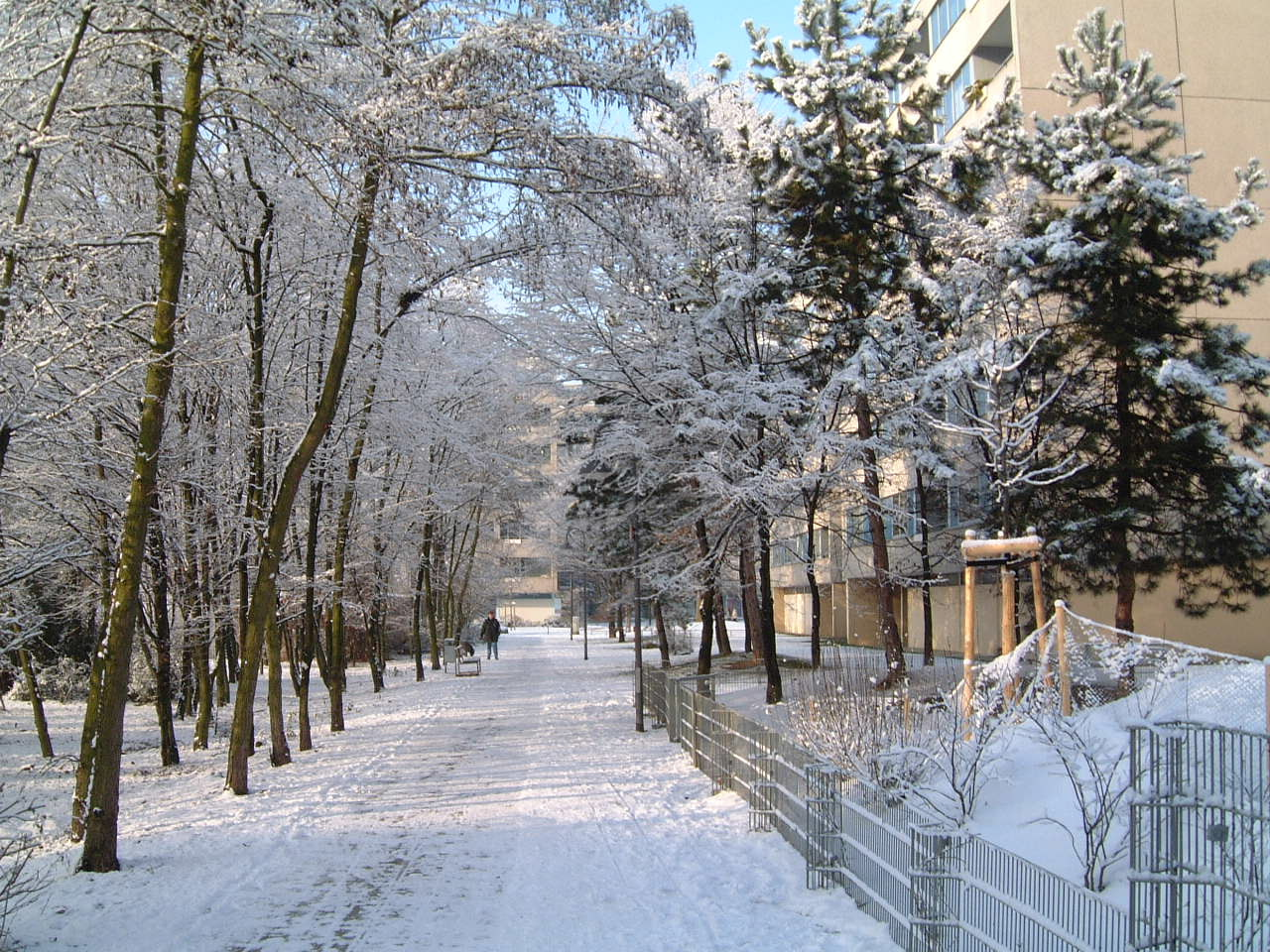
Die Pfingstweide im Winter 2001
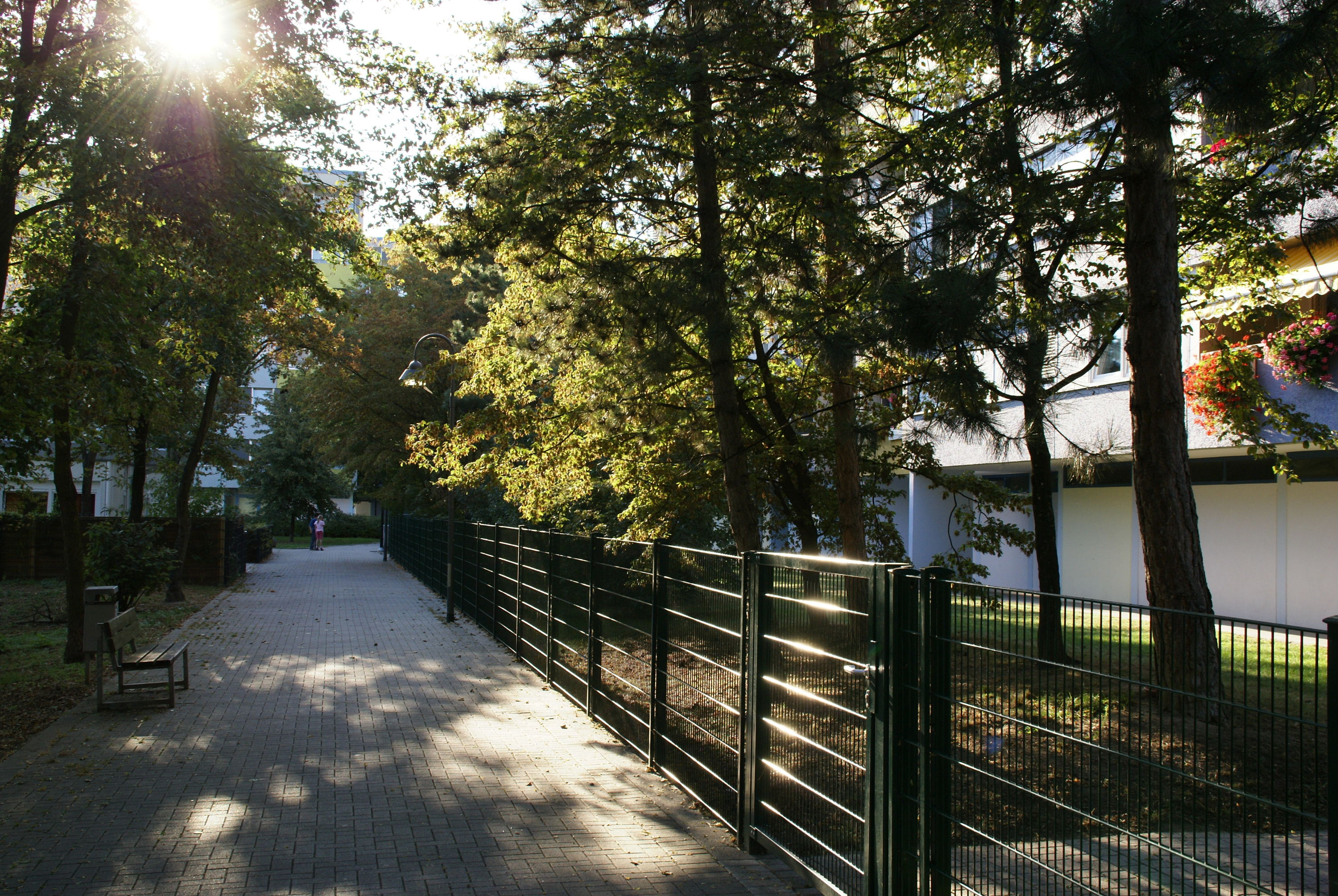
Abendsonne in der Pfingstweide 2007
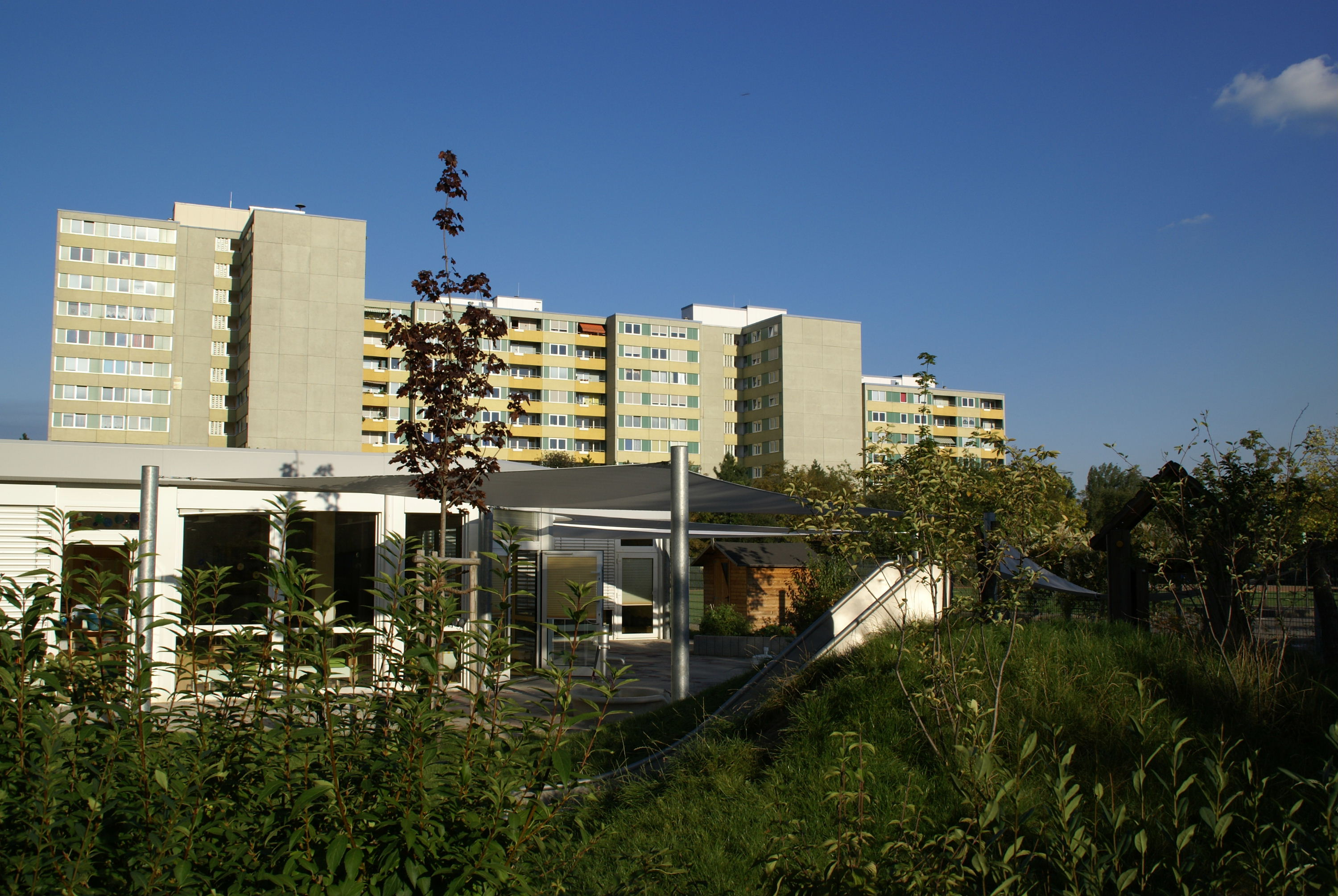
Kindergarten Lukids 2007
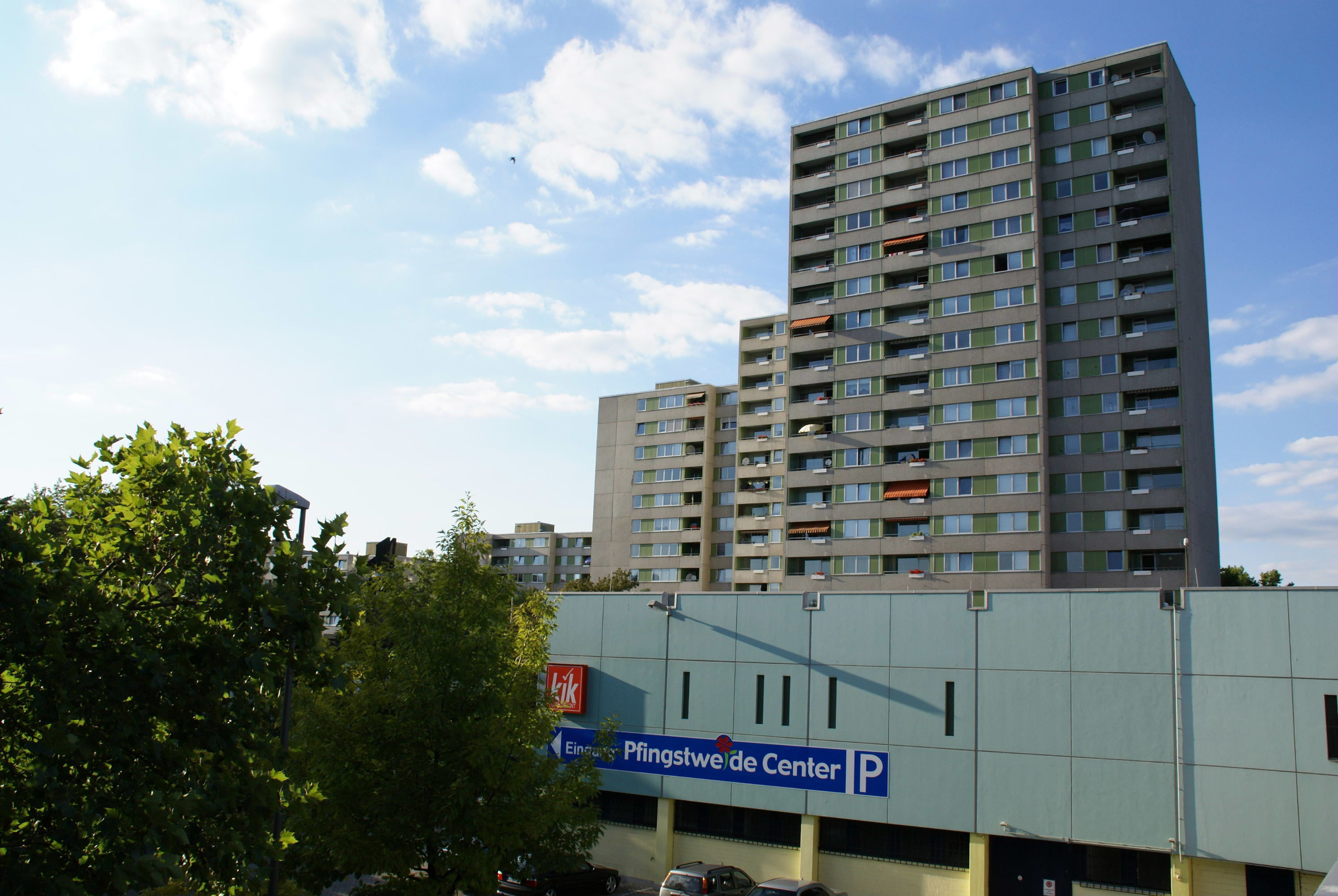
Hochhauskette am Einkaufszentrum 2007
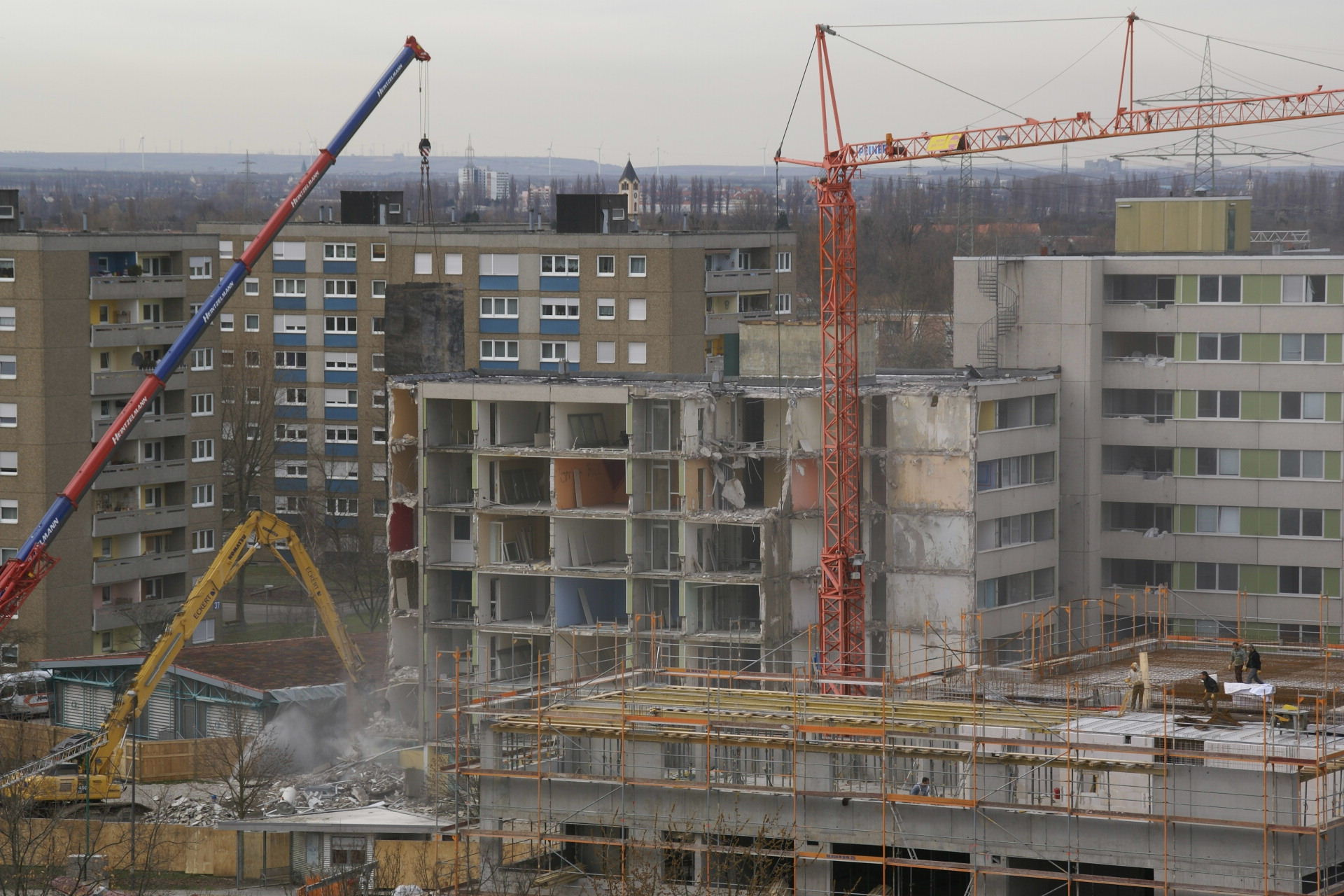
Rückbau Haus 17, Londoner Ring, März 2009
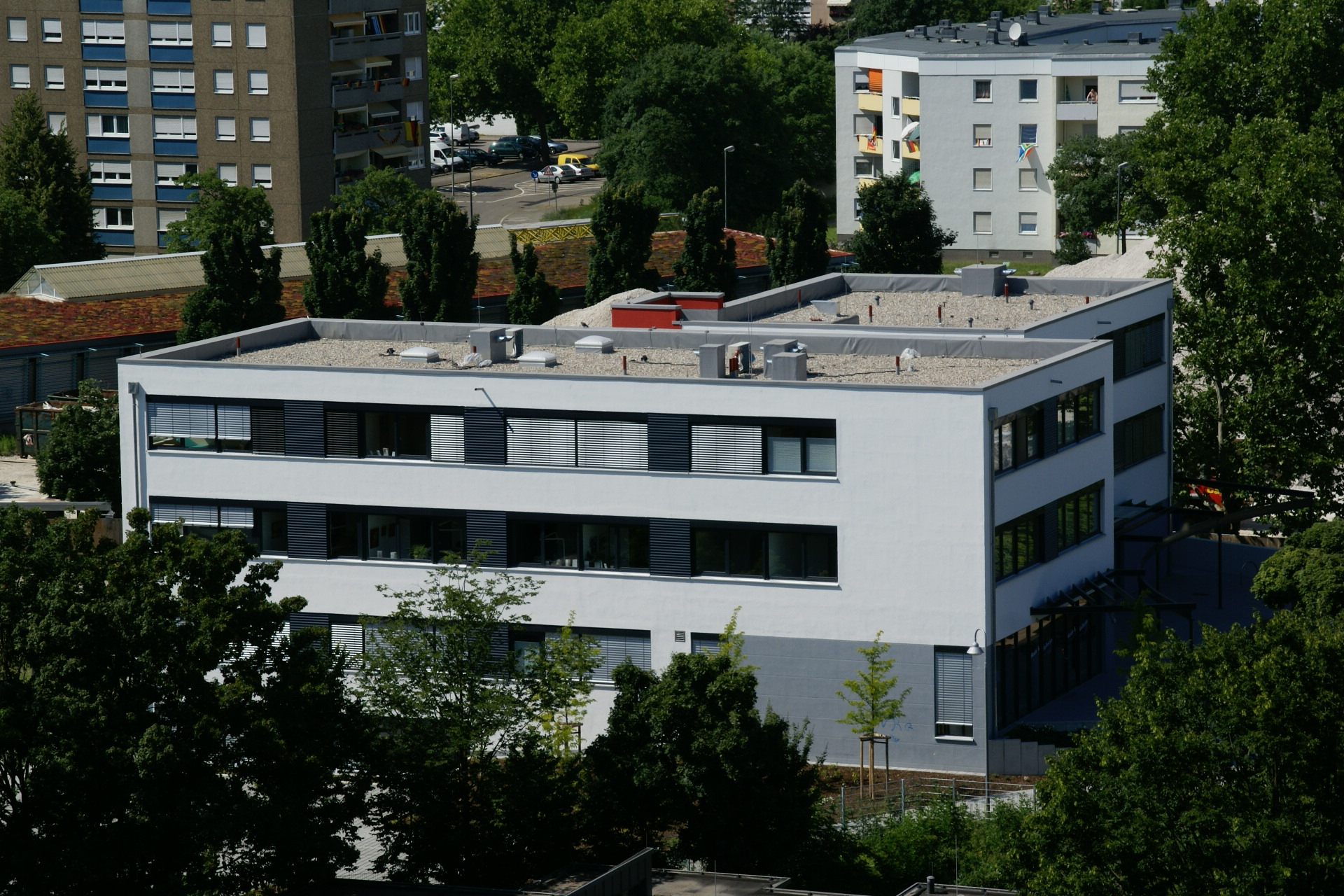
Neues Ärztehaus Pfingstweide 2010